# Jules Desnoyers
Pour les articles homonymes, voir Desnoyers.
Jules Pierre François Stanislas Desnoyers, né le 8 octobre 1800 à Nogent-le-Rotrou (Eure-et-Loir) et mort le 1er septembre 1887 dans cette même ville, est un géologue, archéologue, spéléologue et historien français.
Membre fondateur de la Société géologique de France, il est considéré comme l'un des pionniers de la spéléologie française.

## Biographie
Fils de notaire, Jules Desnoyers est destiné au Barreau par sa famille, mais il préfère l'archéologie et la géologie au droit.

### Activités scientifiques
Jules Desnoyers devient en 1825 secrétaire de la Société d'Histoire naturelle de Paris, et de 1831 à 1832 secrétaire de la Société géologique de France.
En 1833, il entre au Muséum national d'histoire naturelle, à Paris, comme aide-naturaliste de géologie. Un an plus tard, il y est nommé bibliothécaire en chef et secrétaire de la Société de l'histoire de France.
Cette même année 1834, il fait partie du comité chargé par François Guizot de diriger la publication des documents inédits relatifs à l'histoire de France; en 1841 il devient membre de la commission chargée de l'organisation des archives départementales.
Auteur de travaux géologiques et historiques, il entre à l'Académie des inscriptions et belles-lettres en 1862. On lui doit la création, en 1829, du terme « quaternaire » pour désigner l'ère géologique la plus récente.

### Activités spéléologiques
Jules Desnoyers s'intéresse au domaine souterrain par le biais des faunes anciennes et de l'homme fossile.
Les prospections et fouilles souterraines l'ont initié à la géologie des cavernes.
Son article sur les grottes dans le Dictionnaire universel d’histoire naturelle de d'Orbigny dépasse les seules approches géologiques et archéologiques. Il énonce des conceptions claires sur les remplissages et accorde une grande place à l'hydrologie des terrains calcaires et gypseux.
Il propose un programme d'étude des grottes encore pertinent pour l'essentiel au XXe siècle.
En homme de terrain, il fréquente aussi les carrières souterraines d'Île-de-France. Il y réalise l'une des premières études sur les micro-mammifères en remplissage karstique.

## Œuvres
- Mémoire sur la craie et les terrains tertiaires du Cotentin (1825)
- Observations sur quelques systèmes de la formation oolithique du Nord-Ouest de la France (1825)
- Histoire du décroissement et de la destruction totale du paganisme dans les provinces de l'empire d'Occident (1832)
- Histoire des différentes incursions des Arabes d'Asie et d'Afrique en Italie (1838)
- Recherches géologiques et historiques sur les cavernes et brèches à ossements (1845)
- Observations sur les terrains tertiaires du Nord-Ouest et de l'Ouest de la France (1852-53)
- Bibliographie historique et archéologique de la France (1854)
- Topographie ecclésiastique de la France pendant le Moyen Âge et dans les temps modernes jusqu'en 1790 (1854).

## Distinctions
Il est fait chevalier de la ordre national de la Légion d'honneur en 1837.